# شون كيرن
شون كيرن (بالإنجليزية: Sean Kern)‏ هو لاعب كرة الماء أمريكي، ولد في 11 يوليو 1978.

## وصلات خارجية
- شون كيرن على موقع الاتحاد الدولي للسباحة (الإنجليزية)
- شون كيرن على موقع اللجنة الأولمبية الدولية (الإنجليزية)
- شون كيرن على موقع أوليمبيديا (الإنجليزية)